# Dantona stillatella
Dantona stillatella är en fjärilsart som beskrevs av Embrik Strand 1921. Dantona stillatella ingår i släktet Dantona och familjen nattflyn. Inga underarter finns listade i Catalogue of Life.